# 김덕령장군 의복
김덕령장군 의복 (金德齡將軍 衣服)은 광주광역시 북구 용봉동, 광주광역시립민속박물관에 있는, 조선시대 김덕령 장군의 묘에서 출토된 의복들이다. 1980년 4월 1일 대한민국의 국가민속문화재 제111호로 지정되었다.

## 개요
1965년 광산김씨의 무덤들이 모여있는 광주 무등산 이치(梨峙)에서 김덕령 장군의 묘를 이장할 때 출토된 400년 전의 복식 유물이다.
김덕령(1568∼1596)은 임진왜란때 담양에서 이름을 떨친 의병장으로 비록 체구는 작지만 민첩하고 능력이 탁월해 왜병장들은 그의 얼굴만 보고도 무서워 철수했다고 한다. 선조 28년(1595) 적장과 내통한다는 억울한 죄를 뒤집어쓰고 체포되어 이듬해 옥사하였다. 영조때 그의 무고함이 밝혀져 병조판서로 추증되었고 광주 의열사에 그의 위패를 모셨다.
출토된 그의 의복에는 조선시대 문무관이 외국에 사신으로 파견되거나, 왕을 호위할 때, 또는 국난시에 입었던 철릭의 여름용과 겨울용 2점, 두루마기와 같은 모습이지만 옷깃이 직선으로 곧아 이름 붙여진 직령포가 춘추용과 겨울용 4점, 그리고 저고리 1점과 바지 1점으로 그 내용은 다음과 같다.
철릭은 임진왜란 당시 그가 입었던 것으로 위급시에 양팔을 모두 뗄 수 있게 만들었다. 여름옷은 흰모시로 만들었고 겨울용은 두터운 솜을 넣고 누빈 것으로 길이도 여름용보다 더 길게 하여 방한용으로 입었다.
직령포는 흰 무명을 곱게 누빈 춘추용과 솜을 두텁게 두고 누빈 겨울용이 있다. 특히 명주직령포는 삭아서 솜만 남았으나 다른 옷들은 등솔기에서 소매 끝까지의 화장길이가 85cm인데 비해 129cm로 길다. 따라서 이것은 생존시에 입었던 옷이 아니라 시신을 입히기 위해 특별히 만든 수의로 보인다.
저고리는 겉은 굵은 면이고 속은 마로 안에 솜을 둔 것이고, 바지는 현재 솜만 남았으나 바지 형체가 뚜렷하게 남아있다.
이 옷들은 16세기말의 것들로 복식사 연구에 매우 귀중한 자료가 되고있다.

## 같이 보기
- 김덕령

## 참고 자료
- 김덕령장군 의복 - 국가유산청 국가유산포털